# Manica (geslacht)
Manica is een geslacht van vliesvleugelige insecten van de familie Mieren (Formicidae).

## Soorten
- M. bradleyi (Wheeler, W.M., 1909)
- M. hunteri (Wheeler, W.M., 1914)
- M. invidia Bolton, 1995
- M. parasitica (Creighton, 1934)
- M. rubida (Latreille, 1802)
- M. yessensis Azuma, 1955